# Filmprüfstelle
Le Filmprüfstelle (Bureau des critiques de films) est un organisme qui était, dans la République de Weimar, et plus tard dans l'Allemagne nazie, responsable de la censure de l'industrie cinématographique en Allemagne.  
Le Bureau avait deux sites, à Berlin et à Munich.

## Base légale
L'article 118 de la constitution de Weimar interdit purement et simplement la censure, avec le texte « Aucune censure n'aura lieu ». Le 12 mai 1920, cependant, le gouvernement de Weimar adopte le « Lichtspielgesetz » (loi sur le cinéma). Cette loi établit une ordonnance pour réglementer l'exposition des médias visuels. Les deux plus grands producteurs de films étaient basés respectivement à Berlin et Munich. En tant que tel, le Bureau de la critique cinématographique était basé dans ces deux villes.
Le bureau de Munich s'est vu attribuer la juridiction des États de Bavière, de Wurtemberg, de Bade et de Hesse tandis que celui de Berlin s'est vu attribuer la juridiction sur le reste de l'Allemagne. En outre, un siège de supervision (Oberprüfstelle) est créé à Berlin.

## Années de Weimar
De 1920 à 1924, le quartier général de supervision est présidé par le Dr Carl Bulcke ; en 1924, il est remplacé par Ernst Seeger (qui sera plus tard ministre du cinéma dans le Ministère de l'Éducation du peuple et de la Propagande du Reich (Propagandaministerium) sous Joseph Goebbels). Chaque bureau a un président nommé par le ministre de l'Intérieur qui choisit un panel de personnalités du cinéma, de la littérature, des arts, de l'éducation et de la protection sociale.
Le Filmprüfstelle examine les films ainsi que leurs titres et leur matériel publicitaire. Cela inclut les films sortis avant l'adoption de la loi sur le cinéma s'ils ressortent en salles. Les films étrangers qui doivent sortir en Allemagne sont également soumis au Filmprüfstelle. L'examen est obligatoire ; le refus de présenter un film est passible d'une amende. Cependant, le processus n'est pas public : les critiques se déroulent en privé et les résultats sont renvoyés directement aux sociétés de cinéma.
La censure par le Filmprüfstelle sert comme considération de sécurité. Les seuls motifs pour lesquels un film peut être censuré sont les cas perçus comme un danger pour les intérêts de l' État ou de menaces pour l'ordre public et la sécurité. Les films jugés irréprochables sont ensuite soumis au Parlement (le Reichsrat) pour examen des aspects artistiques par l'Institut central de l'éducation et de l'instruction.

## Années nazies
La deuxième loi sur le cinéma est adoptée le 16 février 1934. Cela entraîne plusieurs changements au Filmprüfstelle, centralisant la censure du film. Le bureau de Munich est fermé et tout film est censuré par le bureau de Berlin. Le Ministère de l'Éducation du peuple et de la Propagande du Reich (Propagandaministerium) reprend la tâche de superviser le bureau.
Avec le nouveau système viennent de nouveaux principes ; la frontière entre la censure pour la sécurité et la censure esthétique disparait et le Filmprüfstelle commence à censurer pour des raisons artistiques. Le Führerprinzip devient le principe directeur du siège. Le conseil est réduit à une fonction purement consultative et le président, sous la supervision du ministre de la propagande, a le dernier mot sur tous les films.